# Bains des Pâquis
Pour les articles homonymes, voir Paquis (homonymie).
Les Bains des Pâquis sont une installation de bains publics située sur le môle de la rive droite du lac Léman et protégeant la rade de Genève, à la hauteur du quartier des Pâquis.
Ils abritent le siège de l'Association des usagers de Bains des Pâquis (AUBP) et du Sauvetage de Genève. Ils sont ouverts toute l'année et constituent un lieu de promenade et de rassemblement public apprécié par les genevois, avec vue sur la ville de Genève, le lac Léman mais aussi le Jet d'eau.

## Historique
Les premiers Bains des Pâquis, construits en bois, voient le jour en 1872 sur la jetée de la rive droite - côté interne - de la rade de Genève. En 1890, ils deviennent des bains municipaux . La jetée est alors agrandie sur pilotis et le phare actuel est érigé en 1894. Il est construit sur la base en pierre du premier fanal datant de 1857.
Les dimanches et jours de fêtes l'entrée n'était pas payante et certaines heures furent exclusivement réservées aux femmes.
En 1931, les « bains Henri » — du nom de leur propriétaire d'alors — sont démolis et entièrement reconstruits en 1932 - sous le courant d'influence du Bauhaus - en béton armé et verre, en offrant une parfaite égalité de surface entre les hommes et les femmes selon le projet de l'ingénieur Louis Arnichard et de l'architecte Henry Roche.
À la fin des années 1980, un projet prévoit la reconstruction des bains dans un style moderne, ces derniers semblant être affectés par la « maladie du béton ». Les utilisateurs et les habitants du quartier lancent alors une campagne de protestation et forment une association en février 1987, l’Association d'usagers des bains des pâquis (AUBP). Un référendum (9 000 signatures récoltées) tenu le 25 septembre 1988 voit 72 % des votants refuser le projet proposé. L'association fait sa propre enquête sur la maladie du béton et en conclu qu'il est possible de réparer les quelques piliers abimés. Une contre-expertise est effectuée, c'est donc une rénovation qui est mise en œuvre. Le projet est financé par des spectacles et fêtes organisés aux Bains, qui regroupent différents artistes bénévoles, musiciens, dessinateurs et graphistes.
Dès 2020, des serviettes et des tampons hygiéniques (de qualité bio) sont mis à disposition des usagères gratuitement.

## Association d'usagers des bains des Pâquis
À la suite de la votation qui a sauvé les anciens bains, les autorités décident de donner la gestion du lieu à l'Association d'usagers des Bains des Pâquis (AUBP), qui est associée aux travaux de restaurations (1991-1995). Alors que jusqu'ici les Bains des Pâquis n'étaient ouverts que cinq mois par année, l’AUBP décide d’ouvrir les bains tout l’année. Elle crée un sauna, un bain turc, un hammam, des cabines de massages, et par l'entremise des gérants de la buvette une cabane à fondue. De plus, nombreuses activités culturelles telles que festivals, concerts, expositions sont organisés conjointement par l'association et la buvette. En outre, elle publie un journal, à raison de 2 numéros par an.
L’AUBP a des conventions avec deux organisations. La « Buvette des Bains des Pâquis » est un établissement public appartenant à la Ville de Genève et mis à bail à la société « Buvette des Bains Sàrl »,. Depuis 1994  l’association les « Mains des Bains » propose des massages. En 2017, une quinzaine de masseuses et masseurs indépendants et diplômés offrent : détente, massages musculaires, réflexologie, drainage lymphatique et shia-tsu.
L'association fête ses 20 ans en 2008 ; le premier week-end de septembre 2012, un quadruple anniversaire est célébré sous le nom de « Jubilons 2012 » : les 80 ans de la reconstruction des Bains, les 25 ans de la création de l'association des usagers des bains des Pâquis (AUBP) et les 15 ans de la course de natation autour du phare des Pâquis.
En 2017, l’AUBP fête ses trente ans d'existence. Elle emploie alors 25 personnes durant l'été et une quinzaine le reste de l’année.La Buvette quant à elle emploie près d'une cinquantaine de personnes en hiver et davantage en été.

## Les Aubes

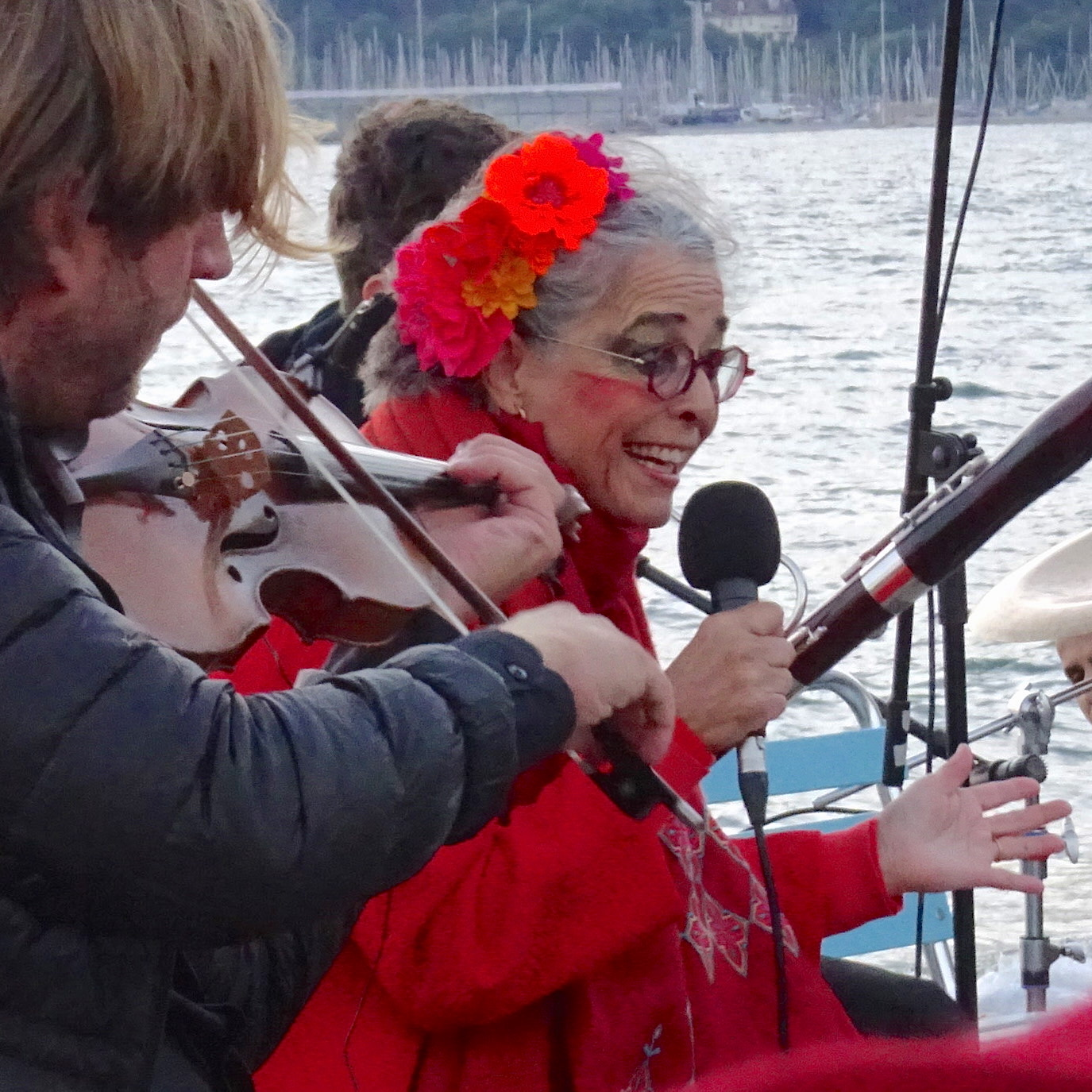
Nabila et l'ensemble Maurice K le 5 août 2020 à 6h25.

Depuis 2007, sur la jetée des Pâquis, des concerts et spectacles sont organisés durant l’été le matin au lever du soleil, de 6 à 7 heures, sous le nom « Les Aubes ». Pendant ce rassemblement on peut y prendre le petit déjeuner à la buvettequi propose aussi des plats. 

## Accès
La desserte des Bains des Pâquis s'effectue ainsi :
- de façon directe, à l'arrêt Bains des Pâquis, par la ligne estivale 29 des autobus de Genève ;
- à distance, à l'arrêt Navigation, par les lignes 1 et 25 des autobus de Genève ;
- à distance, à l'arrêt Pâquis, par les lignes M1, M2, M3 des Mouettes genevoises[10].

Un parking à vélos est situé à l'entrée.

## Galerie

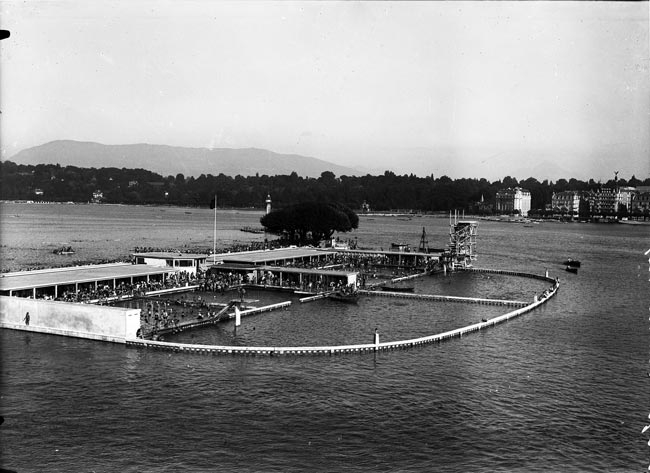
Les bains en 1932
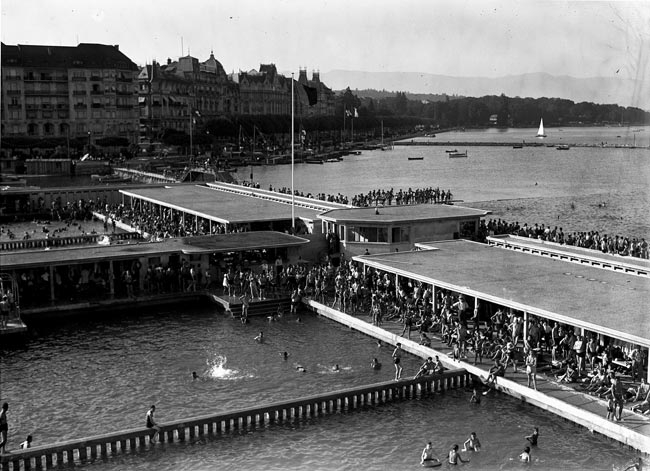
Les bains en 1932
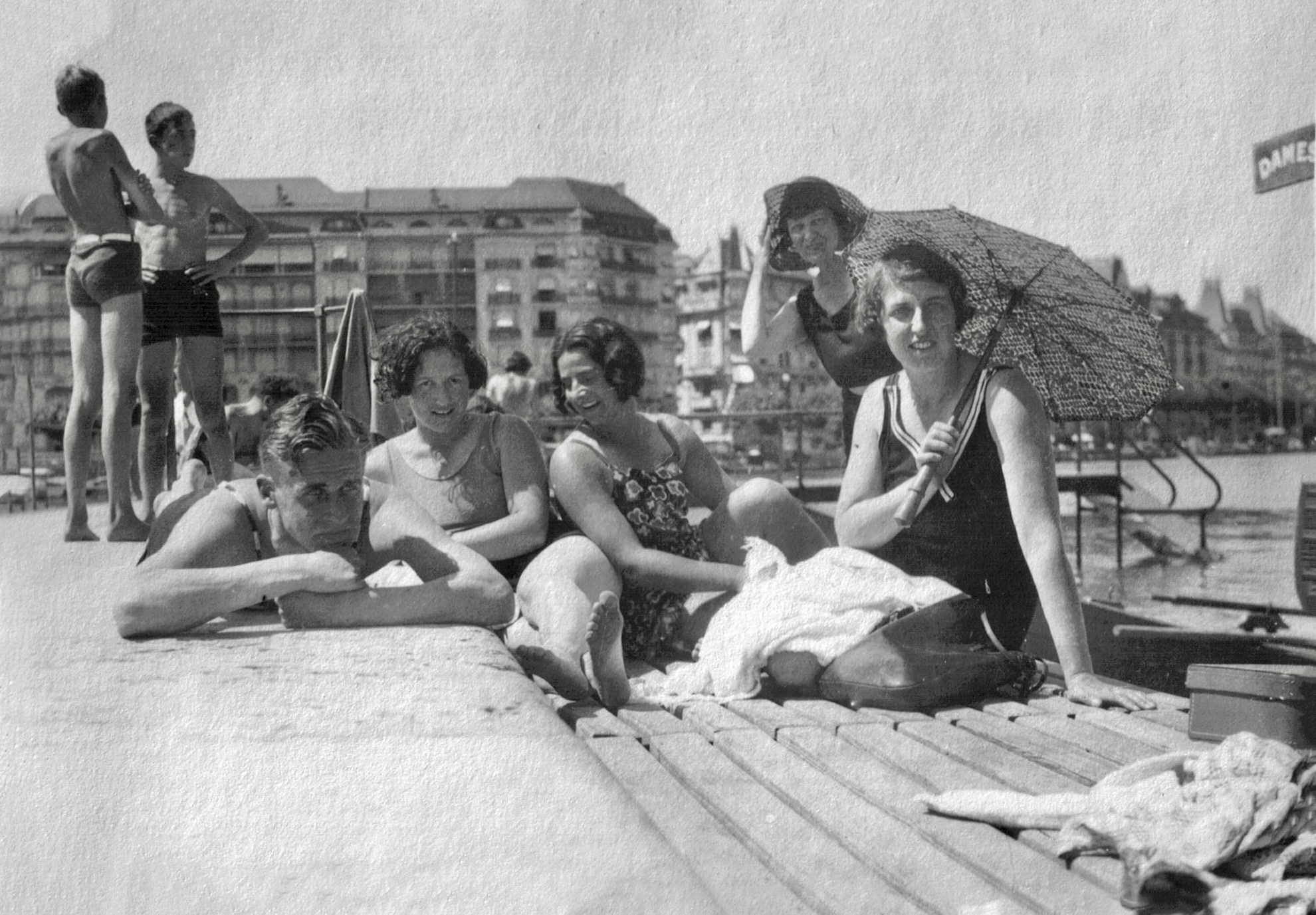
Usagers en 1930
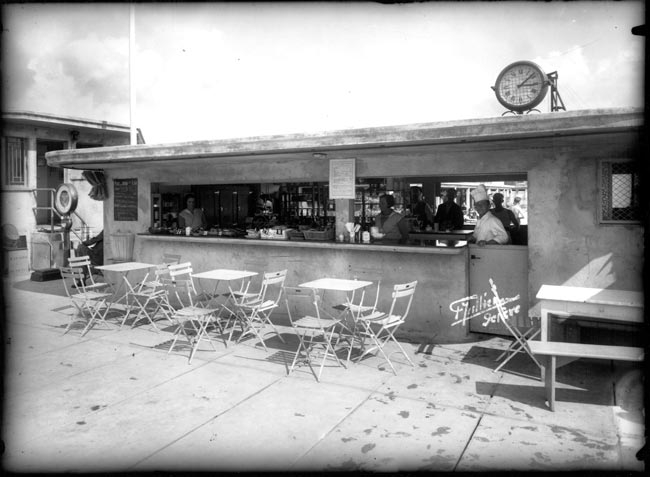
La buvette en 1933

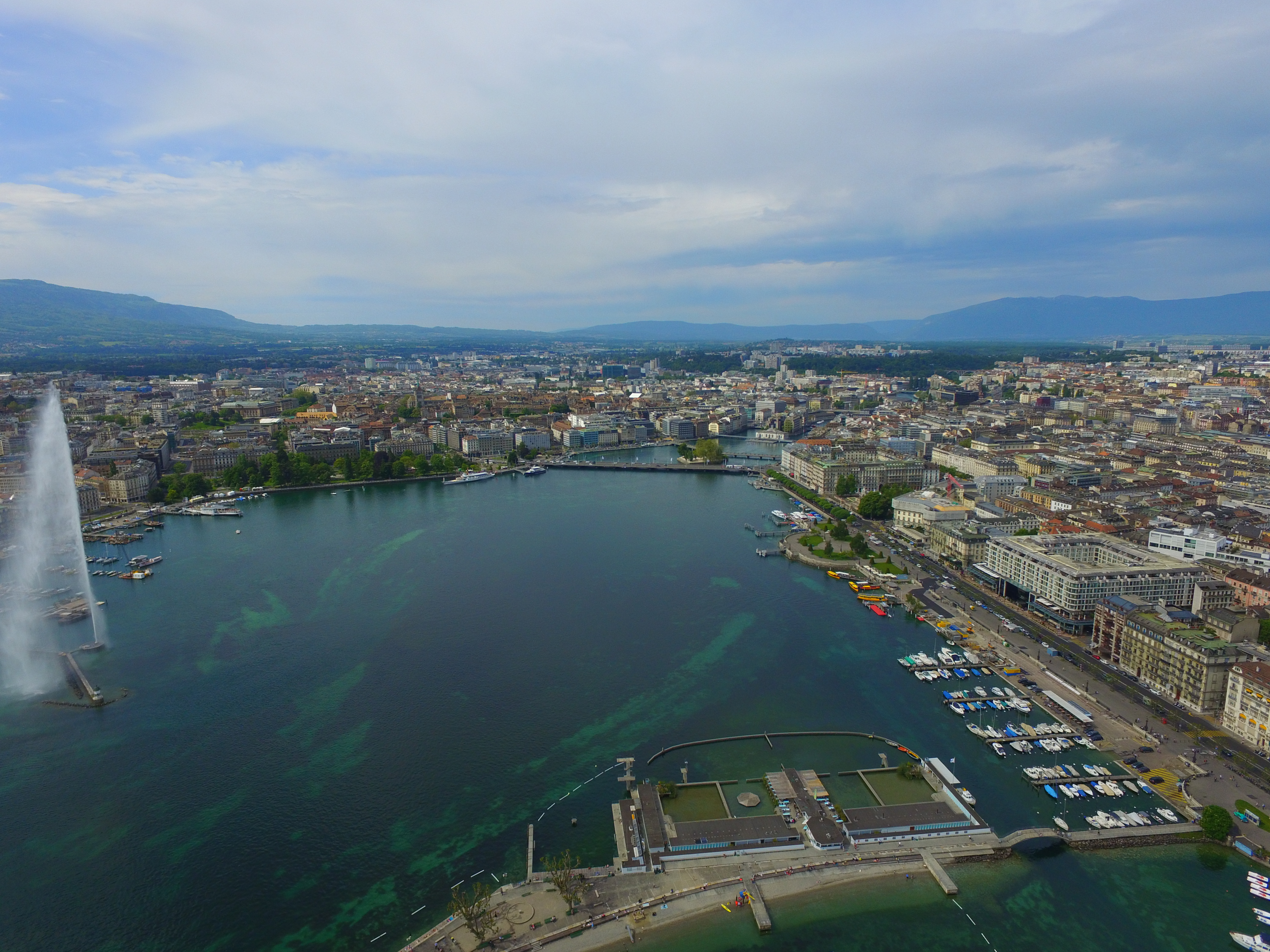
Les bains dans la rade de Genève
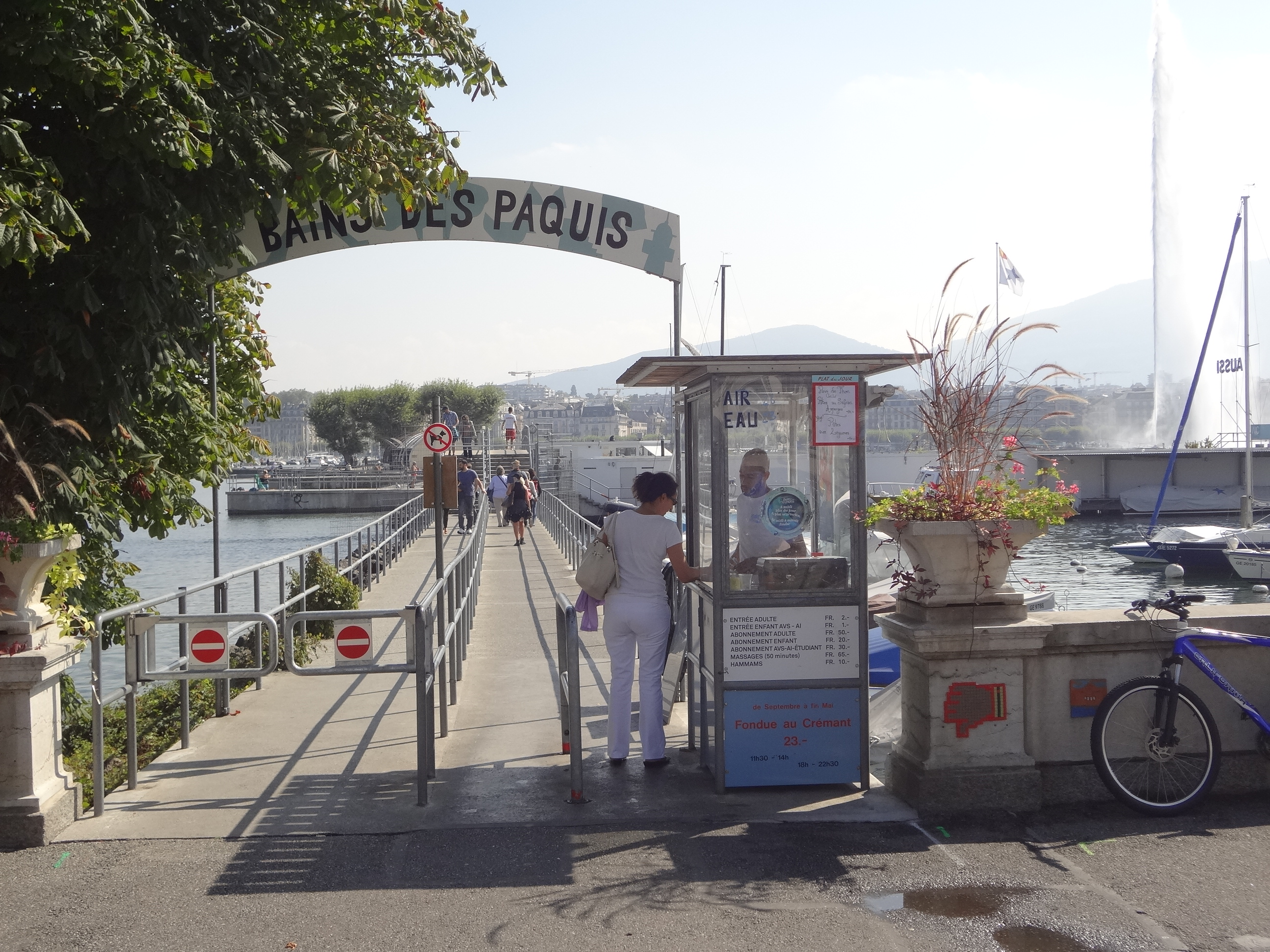
L'accès au bains
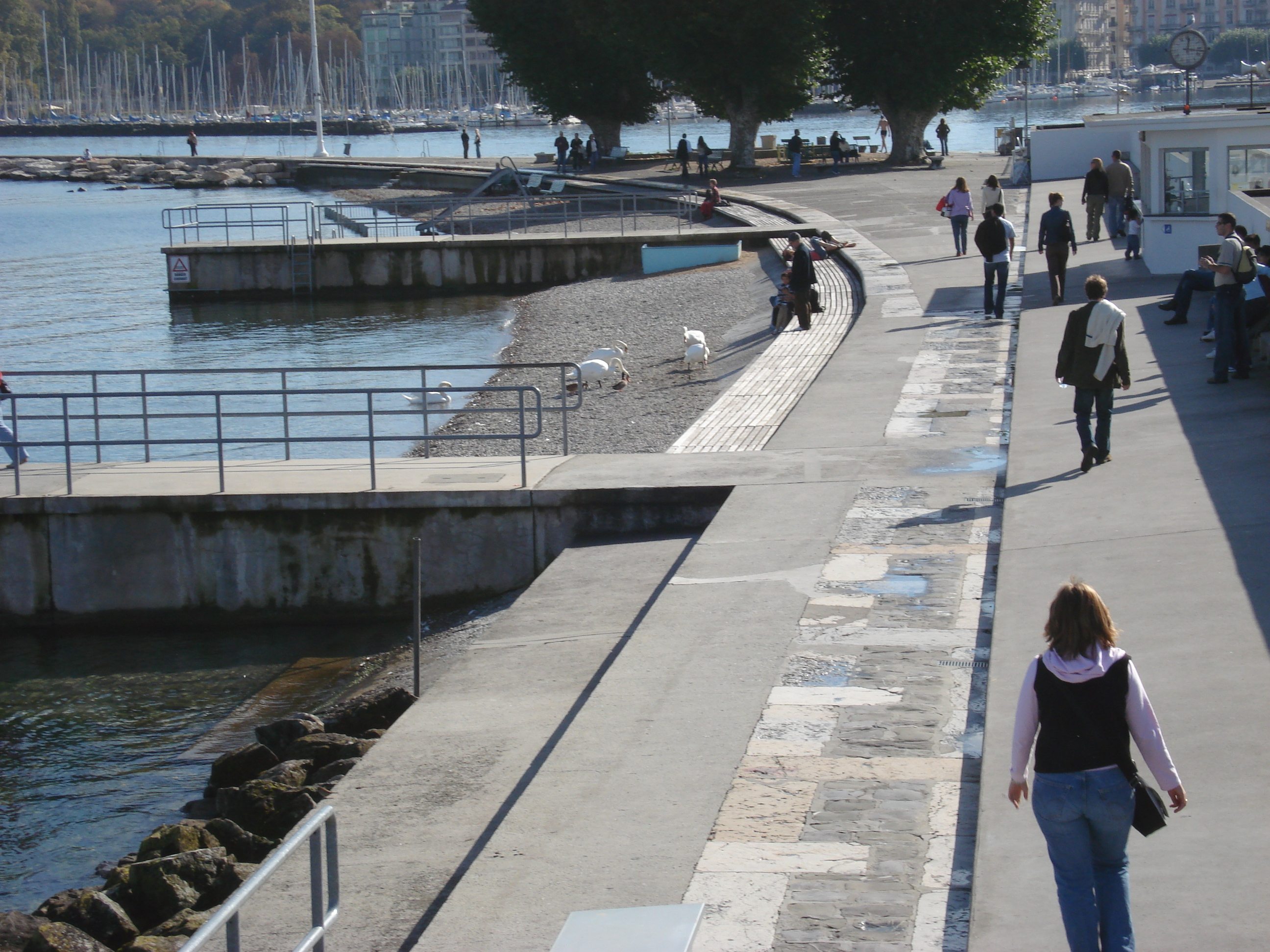
La jetée
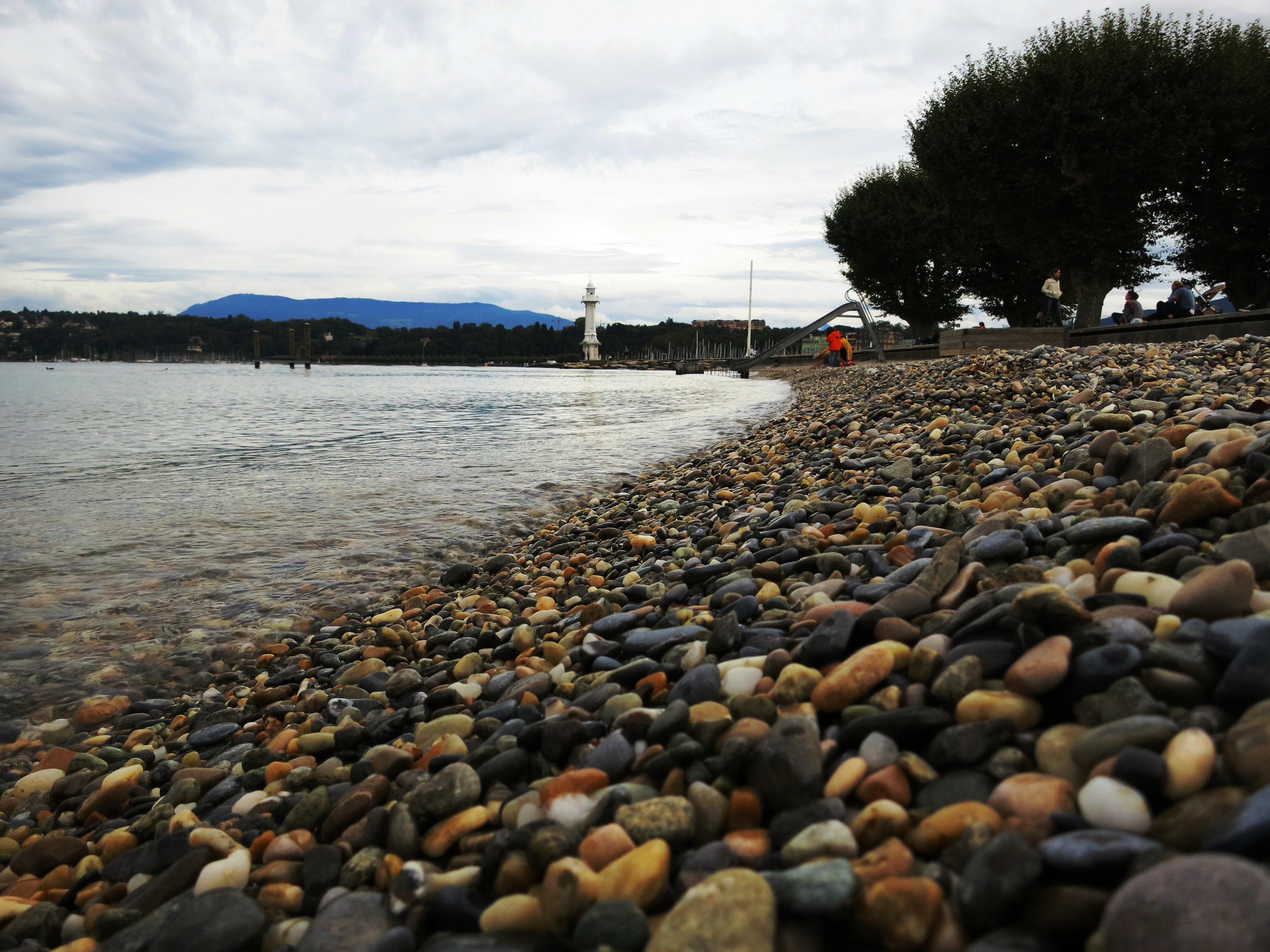
La plage
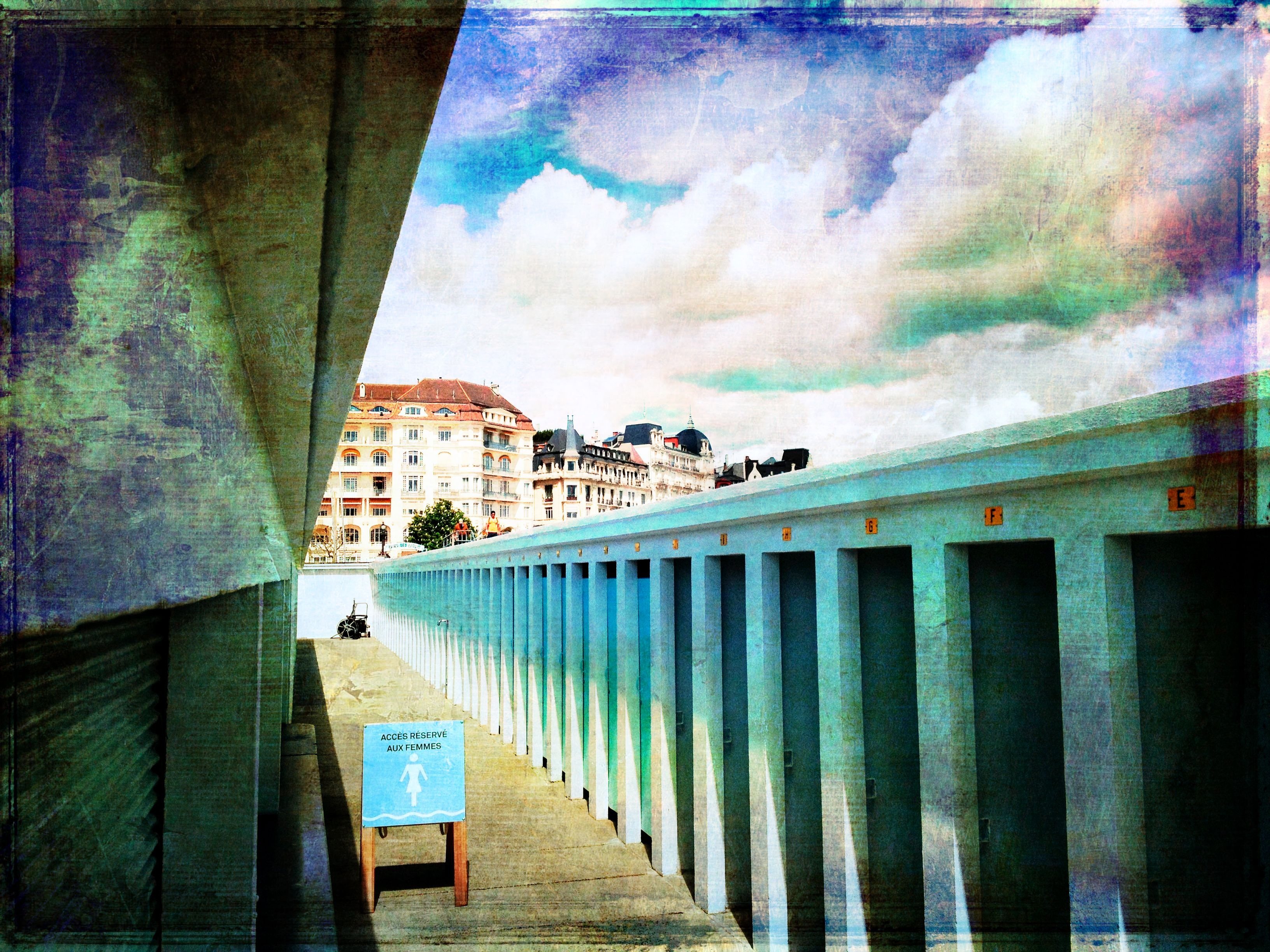
Les cabines
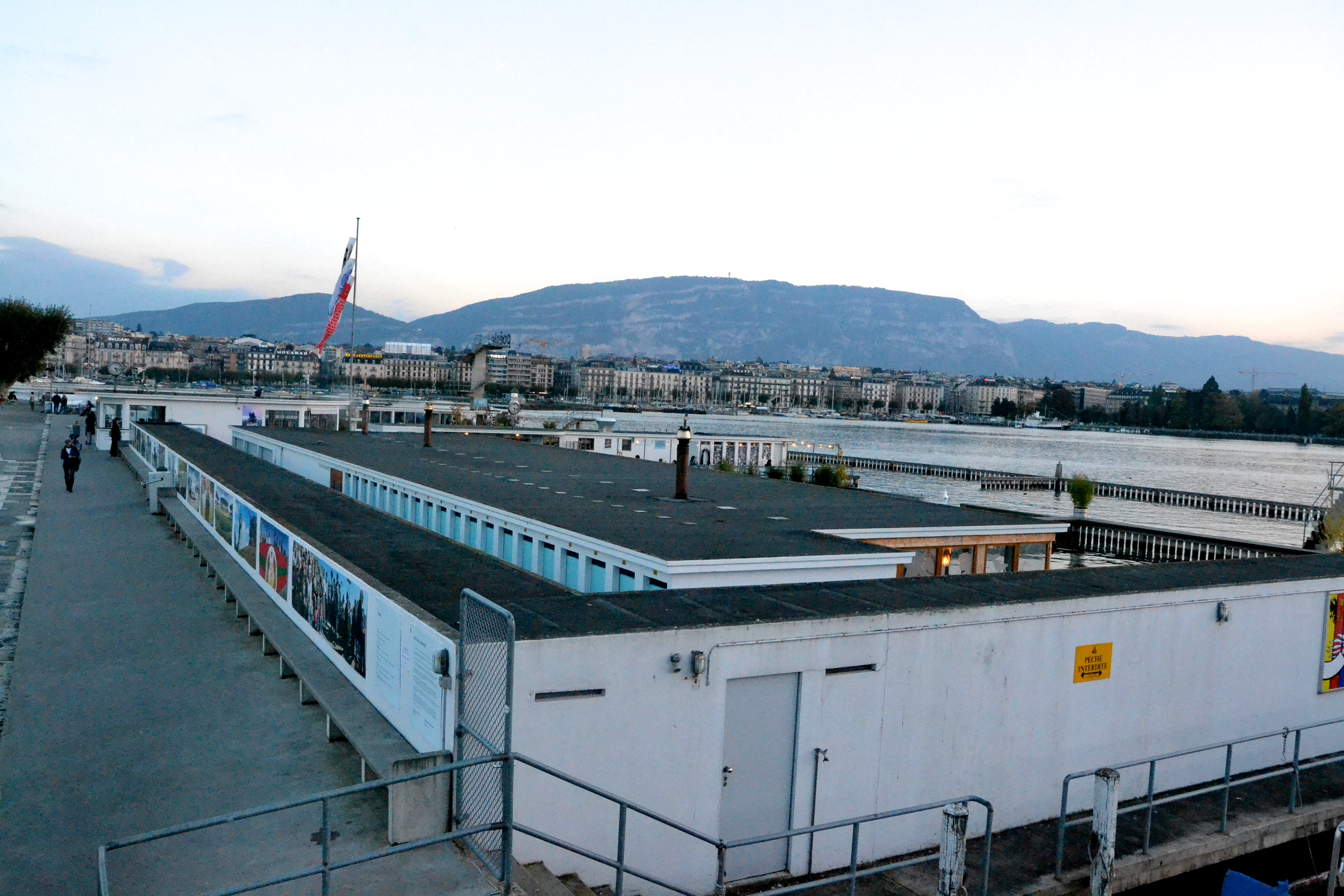
Toits des installations
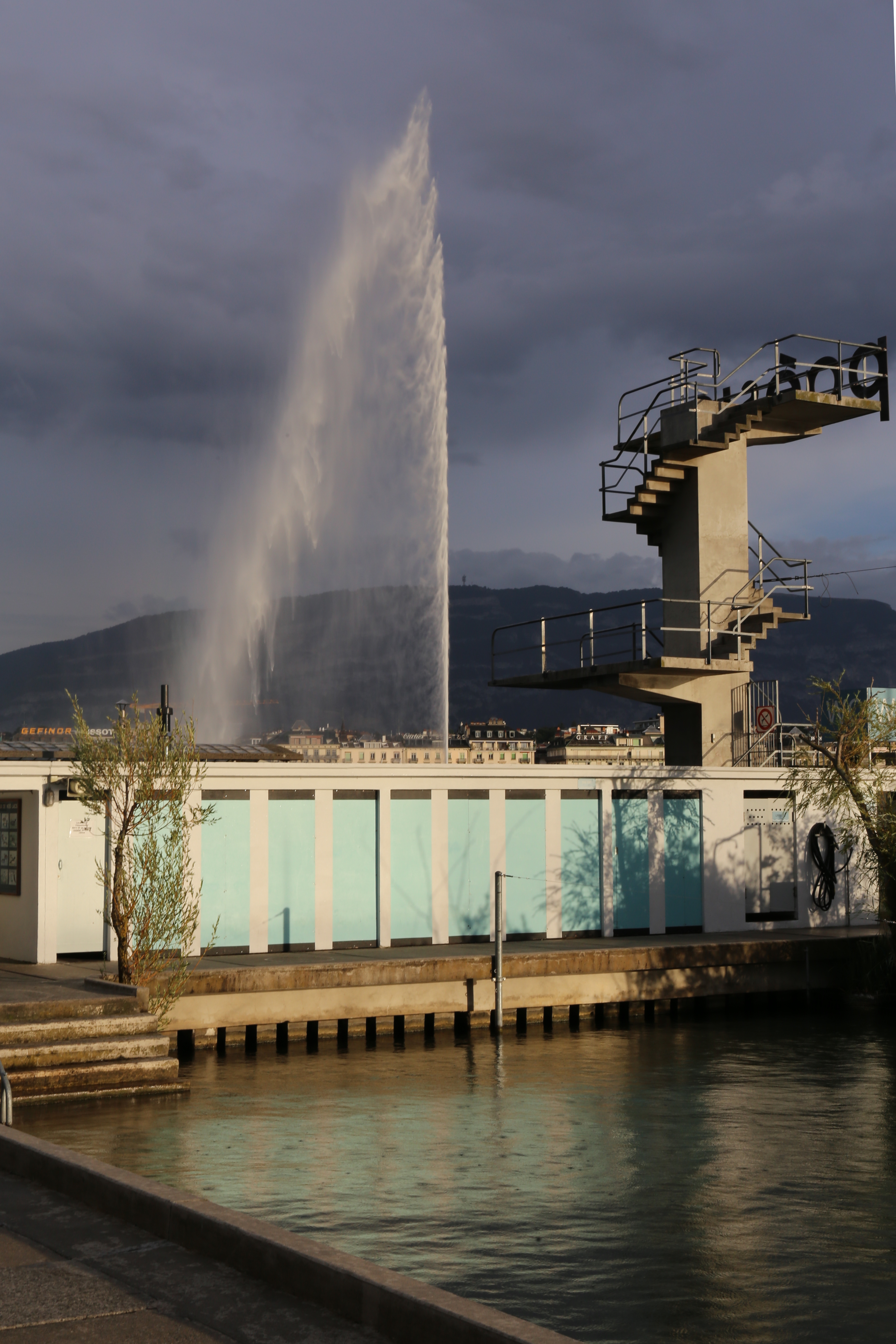
Le plongeoir
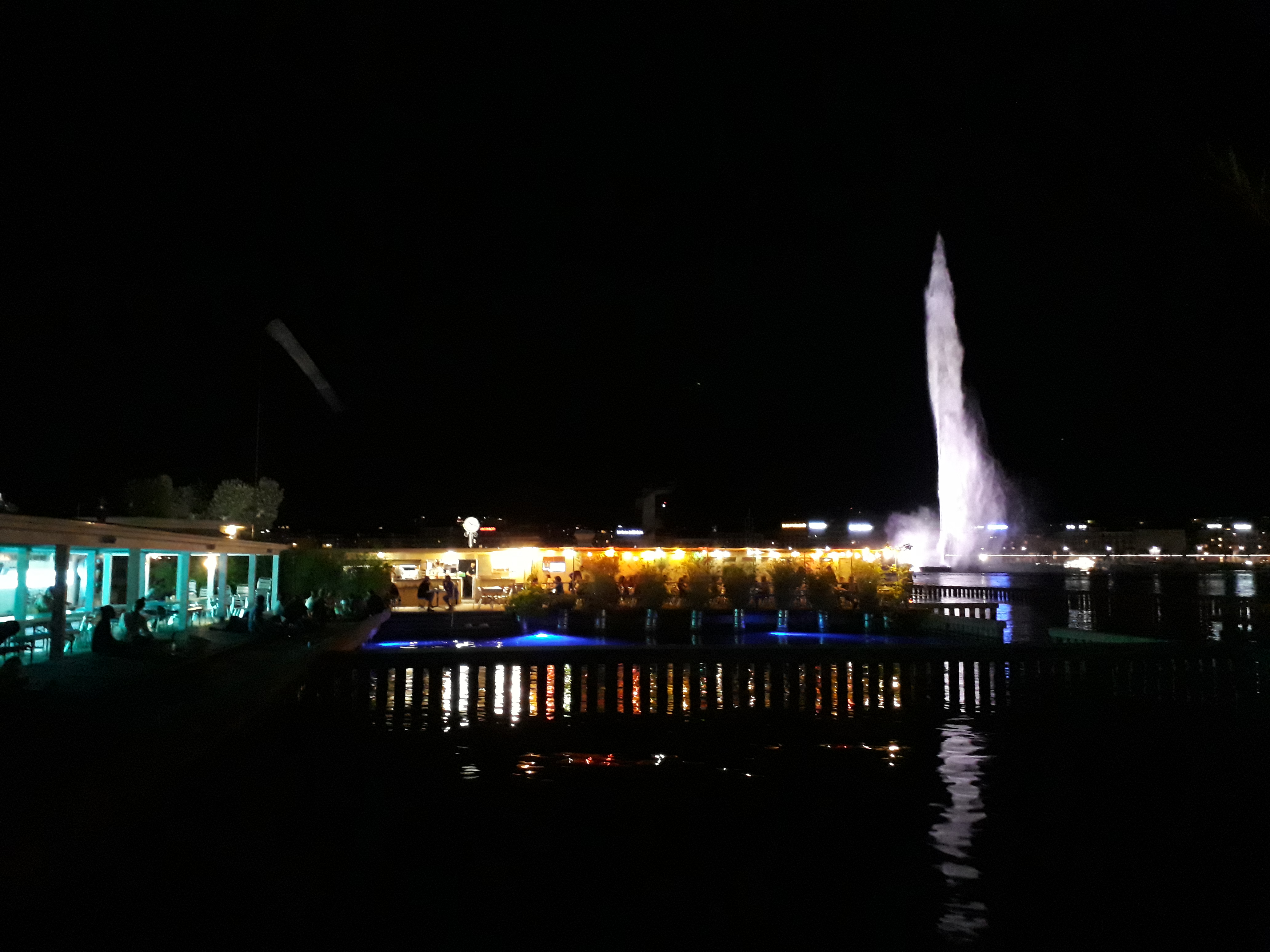
La buvette de nuit avec le jet d'eau

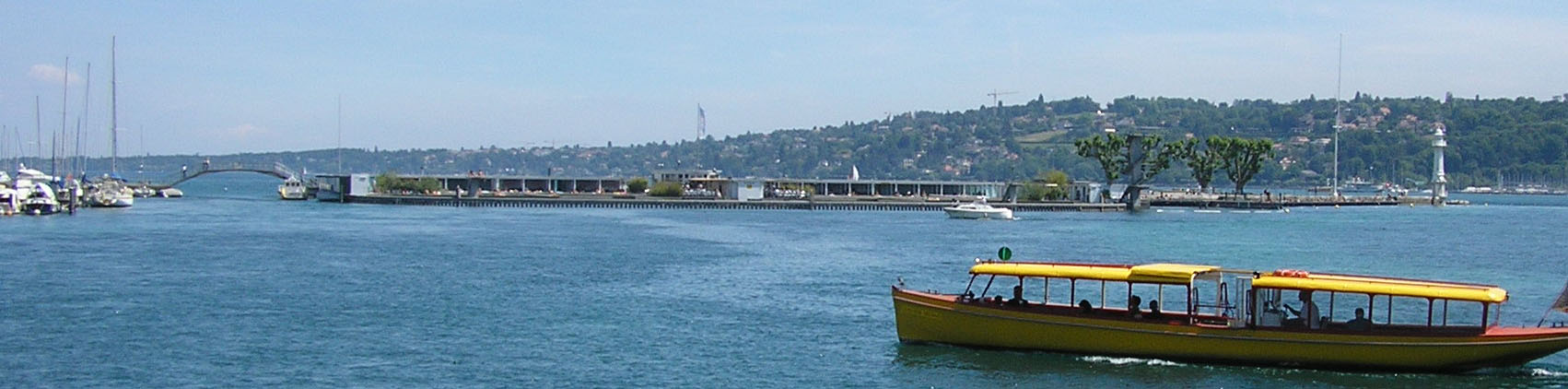
Les bains des Pâquis en 2009, depuis la jetée CGN des Pâquis, avec une mouette genevoise

## Archives
- Fonds : Association des usagers des bains des Pâquis (AUBP) (1987-2015) [5 boîtes et une série d'affiches].  Cote : CH-002049-8 066_FOG. Genève : Association Archives contestataires (présentation en ligne).